# Promethes
Cet article possède des paronymes, voir Promethea, Promethean, Prométhée, Promethee, Promethei, Prometheus et Prométhium.
Genre
Promethes est un genre d'insectes hyménoptères de la famille des Ichneumons.

## Systématique
Le genre Promethes est décrit par Arnold Förster en 1869,.

## Liste d'espèces
- P. albipes Szepligeti, 1898
- P. albiventralis Diller, 1984
- P. bridgmani Fitton, 1976
- P. compressus Nakanishi, 1986
- P. dolosus Dasch, 1964
- P. melanaspis (Thomson, 1890)
- P. nigriventris (Thomson, 1890)
- P. nigriventrops Diller, 1984
- P. nomininguis Dasch, 1964
- P. okadai Uchida, 1942
- P. persulcatus Nakanishi, 1986
- P. philippinensis Baltazar, 1955
- P. rubeopleurator Diller, 1984
- P. rugulosus Constantineanu & Constantineanu, 1971
- P. shirozui Nakanishi, 1986
- P. striatus Dasch, 1964
- P. sulcator (de) (Gravenhorst, 1829)

## Espèce fossile
Selon Paleobiology Database, en 2023, aucune espèce fossile n'est référencée à la suite du dernier reclassement :
- Promethes tilloyi Théobald, 1937, une espèce fossile, a été reclassée dans le genre Zagryphus en 2022[3],[2],[4].

### Publication originale
(de) Arnold Förster, Synopsis der Familien und Gattungen der Ichneumonen., vol. 25, coll. « Verhandlungen des Naturhistorischen Vereines der Preussischen Rheinlande und Westphalens », 1869, 135-221 p. 